# North Bend (Wisconsin)
North Bend – miasto w Stanach Zjednoczonych, w stanie Wisconsin, w hrabstwie Jackson.